# SCARLET (三代目 J SOUL BROTHERS from EXILE TRIBEの曲)
「SCARLET」（スカーレット）は、三代目 J SOUL BROTHERS from EXILE TRIBEの通算24枚目のシングルである。2019年8月7日にrhythm zoneから発売された。

## 概要
- 前作「Yes we are」から約5か月ぶりのシングル。「赤」をテーマとした楽曲[4]。
- 「CD+DVD」と「CDのみ」の2形態での発売。それぞれ全2曲4トラックを収録。初回盤はスリーブケース仕様。
- 2019年8月2日に放送された『ミュージックステーション』で、「SCARLET」の音源を初解禁・初披露した[5]。
- 「SCARLET feat. Afrojack」のミュージック・ビデオはマカオのホテルを舞台に3日間かけて撮影された[6]。
- 発売日直前の8月3日に、メンバー7人全員が揃ったイベントを開催。ミュージック・ビデオをSNS・主要動画配信サービスを使用して世界同時に初解禁した[7]。
- 8月19日付のビルボード「JAPAN HOT 100」で総合首位を獲得した[8]。「J.S.B. HAPPINESS」から2作ぶり。

## 収録曲

### CD
1. SCARLET feat. Afrojack [3:51]
作詞：YVES&ADAMS、作曲：Giorgio Tuinfort, Afrojack
2. GOLDEN [4:04]
作詞：HIRO for Digz, Inc. Group、作曲：Erik Lidbom, Carlos Okabe
3. SCARLET feat. Afrojack（Instrumental）
4. GOLDEN（Instrumental）

### DVD
1. SCARLET feat. Afrojack（Music Video） [7:49]
  - Music Videoがそのままスマホで持ち歩ける"スマプラ・ムービー"対応。

## 収録アルバム
| 収録アルバム            | 楽曲                   | 曲順 |
| ----------------------- | ---------------------- | ---- |
| RAISE THE FLAG          | GOLDEN                 | 8    |
| RAISE THE FLAG          | SCARLET feat. Afrojack | 9    |
| BEST BROTHERS (DISC-01) | SCARLET feat. Afrojack | 7    |